# Albert Kühn
Pour les articles homonymes, voir Kuhn.
Albert Kühn (né le 1er octobre 1938 à Eschenbach, et mort dans la même ville le 13 février 2017) est un joueur de football allemand. Il évoluait au poste d'attaquant.

## Biographie
Lors de la saison 1963-1964, il marque 21 buts en 34 matchs de Regionalliga Ouest (équivalent d'une Division 2) avec l'équipe du Sportfreunde Siegen.